# Real Betis Baloncesto
O Real Betis BaloncestoS.A.D , também conhecido por apenas Real Betis  é um clube profissional de basquetebol baseado na cidade de Sevilha, Andaluzia, Espanha que atualmente disputa a Liga ACB. Manda seus jogos no imponente Palacio San Pablo com capacidade para 7.626 espectadores.

## História
A cidade de Sevilha viu o sonho de ter uma equipe de basquete no ano de 1987 quando foi fundado o clube e comprado os direitos de jogar a Primera División de Baloncesto B do clube Dribling Madrid. Durante a temporada 1987-88, militou por esta categoria e se classificou para os playoffs de ascenso, mas acabou sendo eliminado pelo Mayoral Maristas. Na temporada seguinte alcançou a vaga na Liga ACB após eliminar nos playoffs o Lagisa Gijón e o Syrius Patronato de Mallorca.
Durante a temporada 1992-93, sua quarta participação na Liga ACB, realiza além de sua melhor campanha até então, também garante vaga em uma competição internacional, neste caso a Copa Korac.
As temporadas de 1995-96 e 1998-99 fica com o vice-campeonato da Liga ACB, nas duas oportunidades foi vencido pelo FC Barcelona. Com este resultado alcançou a classificação para a Euroliga.
Em 21 de julho de 2016, o Baloncesto Sevilla e o Real Betis firmaram um acordo de colaboração para ajudar o time de futebol a resolver os problemas financeiros do time de basquete. O time passaria a se chamar Real Betis Energia Plus como resultado do acordo e de um novo patrocinador. Em 31 de dezembro de 2016, o Real Betis concordou em comprar 99,99% das ações do clube, o que foi implementado em 12 de janeiro de 2017.
Em 2017, o clube foi rebaixado da Liga ACB pela primeira vez em sua história, mas permaneceu na liga em aplicação das medidas cautelares emitidas por demanda judicial do clube andaluz após a mudança dos requisitos para ingressar na ACB durante a pré-temporada. No entanto, o clube foi rebaixado novamente na temporada seguinte após um desempenho muito ruim, com apenas sete vitórias em 34 partidas, terminando na última posição da tabela.
Em 6 de setembro de 2018, o clube aprovou por unanimidade as medidas necessárias para obter a autorização pertinente da casa real espanhola para mudar seu nome para Real Betis Baloncesto S.A.D. Essa mudança foi finalmente aprovada em 15 de dezembro de 2018.
Durante a temporada 2018-19, sua primeira na LEB Oro, o Real Betis bateu o recorde de maior sequência de vitórias, com 17, o que significa que derrotou todos os seus adversários da liga consecutivamente. O clube rapidamente retornou à primeira divisão após vencer o campeonato a quatro rodadas do fim.

## Temporada por Temporada
| Temporada | Nível | Divisão       | Pos. | Pós Temporada     | TR    | PL  | Copa del Rey     | Competições Européias | Competições Européias | Competições Européias |
| --------- | ----- | ------------- | ---- | ----------------- | ----- | --- | ---------------- | --------------------- | --------------------- | --------------------- |
| 1987–88   | 2     | 1ª División B | 10   | Oitavas de Final  | 19–17 | 1–4 | –                | –                     | –                     | –                     |
| 1988–89   | 2     | 1ª División B | 2    | Promovido         | 17–13 | 5–1 | –                | –                     | –                     | –                     |
| 1989–90   | 1     | Liga ACB      | 12   | –                 | 14–22 | 3–1 | Oitavas de Final | –                     | –                     | –                     |
| 1990–91   | 1     | Liga ACB      | 12   | –                 | 15–19 | 3–3 | Terceira Fase    | –                     | –                     | –                     |
| 1991–92   | 1     | Liga ACB      | 19   | –                 | 14–20 | 3–1 | Primeira Fase    | –                     | –                     | –                     |
| 1992–93   | 1     | Liga ACB      | 5    | Quartas de Final  | 19–12 | 3–2 | Quartas de Final | –                     | –                     | –                     |
| 1993–94   | 1     | Liga ACB      | 6    | Quartas de Final  | 14–14 | 3–3 | Terceira Fase    | 3 Korać Cup           | FG                    | 4–6                   |
| 1994–95   | 1     | Liga ACB      | 10   | –                 | 19–19 | –   | Second round     | 3 Korać Cup           | FG                    | 6–4                   |
| 1995–96   | 1     | Liga ACB      | 2    | Vice Campeão      | 23–15 | 4–6 | Quartas de Final | –                     | –                     | –                     |
| 1996–97   | 1     | Liga ACB      | 9    | –                 | 19–15 | –   | Quartas de Final | 1 Euroliga            | 8ªs                   | 7–11                  |
| 1997–98   | 1     | Liga ACB      | 13   | –                 | 13–21 | –   | –                | –                     | –                     | –                     |
| 1998–99   | 1     | Liga ACB      | 2    | Vice Campeão      | 25–9  | 6–6 | Vice Campeão     | –                     | –                     | –                     |
| 1999–00   | 1     | Liga ACB      | 5    | Quartas de Final  | 22–12 | 1–3 | Semifinalista    | 1 Euroliga            | FG                    | 6–10                  |
| 2000–01   | 1     | Liga ACB      | 12   | –                 | 13–21 | –   | –                | 2 Saporta Cup         | 8ªs                   | 5–7                   |
| 2001–02   | 1     | Liga ACB      | 12   | –                 | 14–20 | –   | Quartas de Final | –                     | –                     | –                     |
| 2002–03   | 1     | Liga ACB      | 12   | –                 | 16–18 | –   | –                | –                     | –                     | –                     |
| 2003–04   | 1     | Liga ACB      | 12   | –                 | 15–19 | –   | Semifinalista    | –                     | –                     | –                     |
| 2004–05   | 1     | Liga ACB      | 10   | –                 | 14–20 | –   | –                | –                     | –                     | –                     |
| 2005–06   | 1     | Liga ACB      | 11   | –                 | 14–20 | –   | –                | –                     | –                     | –                     |
| 2006–07   | 1     | Liga ACB      | 13   | –                 | 14–20 | –   | Quartas de Final | –                     | –                     | –                     |
| 2007–08   | 1     | Liga ACB      | 10   | –                 | 14–20 | –   | –                | –                     | –                     | –                     |
| 2008–09   | 1     | Liga ACB      | 14   | –                 | 10–22 | –   | –                | 2 Eurocup             | 2ºQ                   | 0–2                   |
| 2008–09   | 1     | Liga ACB      | 14   | –                 | 10–22 | –   | –                | 3 EuroChallenge       | 8ªs                   | 5–7                   |
| 2009–10   | 1     | Liga ACB      | 6    | Quartas de Final  | 19–15 | 1–2 | Quartas de Final | –                     | –                     | –                     |
| 2010–11   | 1     | Liga ACB      | 11   | –                 | 16–18 | –   | –                | 2 Eurocup             | 2º                    | 10–6                  |
| 2011–12   | 1     | Liga ACB      | 7    | Quartas de Final  | 18–16 | 0–2 | Semifinalista    | –                     | –                     | –                     |
| 2012–13   | 1     | Liga ACB      | 15   | –                 | 12–22 | –   | –                | 2 Eurocup             | 8ªs                   | 4–8                   |
| 2013–14   | 1     | Liga ACB      | 7    | Quartas de Final  | 18–16 | 1–2 | –                | –                     | –                     | –                     |
| 2014–15   | 1     | Liga ACB      | 15   | -                 | 12-22 | -   | –                | 2 Eurocup             | E32                   | 7-9                   |
| 2015–16   | 1     | Liga ACB      | 11   | -                 | 16-18 | -   | -                | -                     | -                     | -                     |
| 2016-17   | 1     | Liga ACB      | 15   |                   | 9-23  | -   | -                | -                     | -                     | -                     |
| 2017-18   | 1     | Liga ACB      | 18   | Rebaixado         | 7-27  |     |                  |                       |                       |                       |
| 2018-19   | 2     | LEB Ouro      | 1    | Promovidocampeão  | 30-4  |     |                  |                       |                       |                       |
| 2019-20   | 1     | Liga ACB      | 15   |                   | 8-15  |     |                  |                       |                       |                       |
| 2020-21   | 1     | Liga ACB      | 16   |                   | 11-25 |     |                  |                       |                       |                       |
| 2021-22   | 1     | Liga ACB      | 13   |                   | 13-21 |     |                  |                       |                       |                       |
| 2022-23   | 1     | Liga ACB      | 17   | Rebaixado         | 10-24 |     | Supercopa SF     |                       |                       |                       |
| 2023-24   | 2     | LEB Ouro      | 9    |                   | 19-20 |     |                  |                       |                       |                       |
| 2024-25   | 2     | Primera FEB   | 2    | Promovidoplayoffs | 31-10 | 5-2 | Copa Espanha SF  |                       |                       |                       |

## Uniforme
| Casa | Visitante |